# Plisterordningen
Plisterordningen (Lamiales) är en ordning inom växtklassen trikolpater med över 11 000 arter indelade i omkring 20 familjer.
Ordningen har också kallats för Scrophulariales, och då enligt kladistisk taxonomi både växtfamiljen Lamiaceae och växtfamiljen Scrophulariaceae tillhör samma ordning, så skulle båda namnen kunna vara lämpliga. Dock är Lamiaceae mer basal och Lamiales är därför att föredra som beteckning på ordningen, och det är denna benämning som APG II använder.
Arterna i ordningen karakteriseras av bilateralt symmetriska blomkronor, fem kronblad och ett fruktämne som bildats av två sammanväxta fruktblad.
Följande familjer ingår i Lamiales enligt Angiosperm Phylogeny Group:
Acanthaceae - akantusväxter
Bignoniaceae - katalpaväxter
Byblidaceae - byblisväxter
Calceolariaceae - toffelblomsväxter
Carlemanniaceae
Gesneriaceae - gloxiniaväxter
Lamiaceae - kransblommiga växter
Lentibulariaceae - tätörtsväxter
Martyniaceae - elefantsnabelväxter
Oleaceae - syrenväxter
Orobanchaceae - snyltrotsväxter
Paulowniaceae - kejsarträdsväxter
Pedaliaceae - sesamväxter
Phrymaceae - gyckelblomsväxter
Plantaginaceae - grobladsväxter
Plocospermataceae
Schlegeliaceae
Scrophulariaceae - lejongapsväxter
Stilbaceae
Tetrachondraceae
Verbenaceae - verbenaväxter